# Кенсингтон и Челси
Королевский боро Кенсингтон и Челси (англ. Royal Borough of Kensington and Chelsea, произношениео файле) — один из 32 лондонских боро, находится во внутреннем Лондоне и образует западную часть центра британской столицы. Приставка «Royal Borough (Королевский округ)» напоминает о том, что район Кенсингтон в прошлом являлся личным королевским владением.

## История
Район был сформирован в 1965 при образовании Большого Лондона, слиянием двух районов бывшего Лондонского графства — Кенсингтон и Челси.

## Население
Численность населения в округе Кенсингтон и Челси составляет 158 300 человек. Из них 15,5 % составили дети (до 15 лет), 69,9 % лица трудоспособного возраста (от 16 до 64 лет) и 14,6 % лица пожилого возраста (от 65 лет и выше). При площади в 12,13 км² он является наиболее плотно населённым округом Великобритании со средней плотностью населения в 13 000 чел./км².

### Этнический состав
Основные этнические группы, согласно переписи 2007 года:
77,3 % — белые, в том числе 50,2 % — белые британцы, 2,7 % — белые ирландцы и 24,2 % — другие белые (американцы, французы, австралийцы, новозеландцы, евреи, поляки, итальянцы, греки, португальцы, испанцы, армяне, немцы, шведы, исландцы, чехи);
6,3 % — чёрные, в том числе 3,5 % — чёрные африканцы (эритрейцы, эфиопы, суданцы, выходцы из Джибути), 2,2 % — чёрные карибцы (ямайцы, тринидадцы, барбадосцы) и 0,6 % — другие чёрные;
5,0 % — выходцы из Южной Азии, в том числе 3,0 % — индийцы, 1,1 % — пакистанцы и 0,9 % — бенгальцы;
4,0 % — метисы, в том числе 1,2 — азиаты, смешавшиеся с белыми, 0,8 % — чёрные карибцы, смешавшиеся с белыми, 0,6 % — чёрные африканцы, смешавшиеся с белыми и 1,4 % — другие метисы;
2,7 % — китайцы;
1,4 % — другие азиаты (турки, ливанцы, филиппинцы);
3,6 % — другие (египтяне, марокканцы).

### Религия
Статистические данные по религии в боро на 2011 год:
| Религия      | Кенсингтон и Челси % | Лондон % | Англия % |
| ------------ | -------------------- | -------- | -------- |
| Христианство | 54,2                 | 48,4     | 59,4     |
| Ислам        | 10,0                 | 12,4     | 5,0      |
| Иудаизм      | 2,1                  | 1,8      | 0,5      |
| Буддизм      | 1,5                  | 1,0      | 0,5      |
| Индуизм      | 0,9                  | 5,0      | 1,5      |
| Сикхизм      | 0,2                  | 1,5      | 0,8      |
| Другие       | 0,5                  | 0,6      | 0,4      |
| Нет религии  | 20,6                 | 20,7     | 24,7     |
| Не указана   | 10,1                 | 8,5      | 7,2      |

## Административное деление
- Бромптон[англ.]
- Кенсингтон
- Норт-Кенсингтон
- Ноттинг-Хилл
- Саут-Кенсинтон
- Уэст-Бромптон
- Холланд-Парк
- Челси
- Эрлс Корт

## Достопримечательности
- Гайд-парк
- Кенсингтонские сады
- Кенсингтонский дворец
- Harrods — один из самых известных универмагов в Лондоне
- Эксибишн-роуд с Музеем естествознания, Музеем науки и музеем Виктории и Альберта
- Королевский Альберт-холл
- Sloane Street — улица роскошных магазинов для миллионеров
- Имперский колледж Лондона — один из наиболее престижных университетов в мире
- Королевский колледж музыки
- Ноттинг-Хилл — один из самых оживлённых районов британской столицы
- Военный госпиталь в Челси

## Галерея

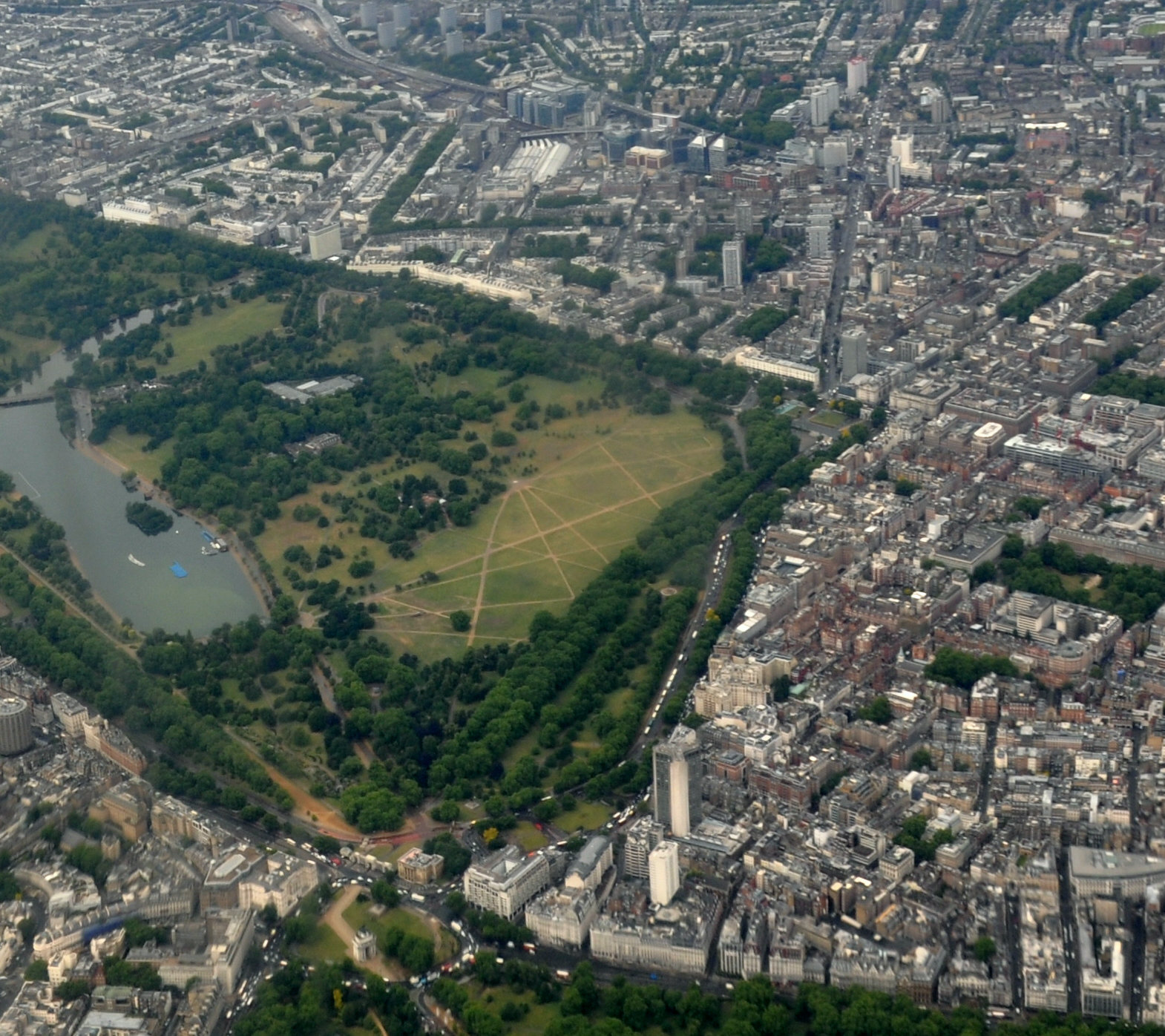
Восточная часть Гайд-парка с воздуха
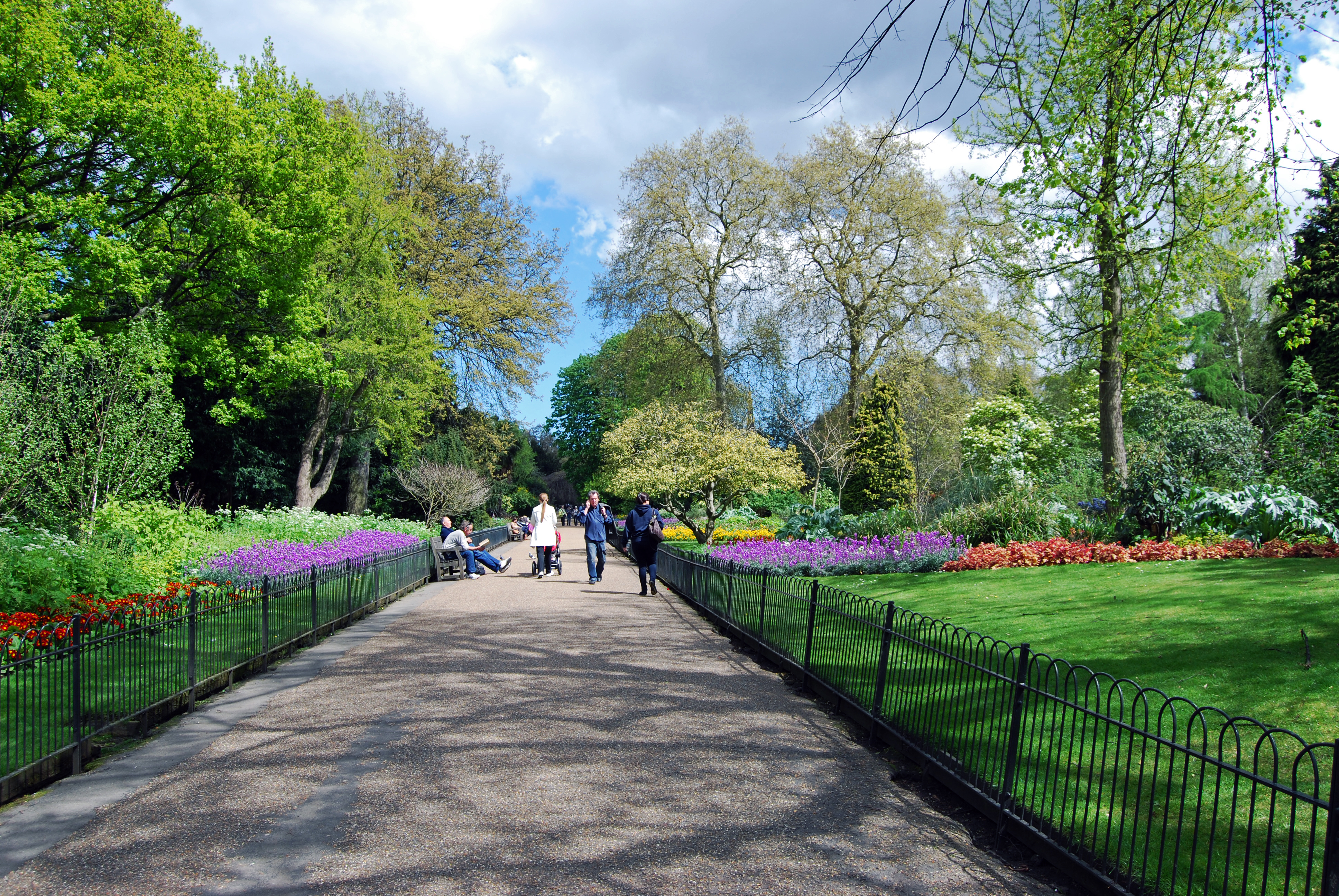
Кенсингтонские сады
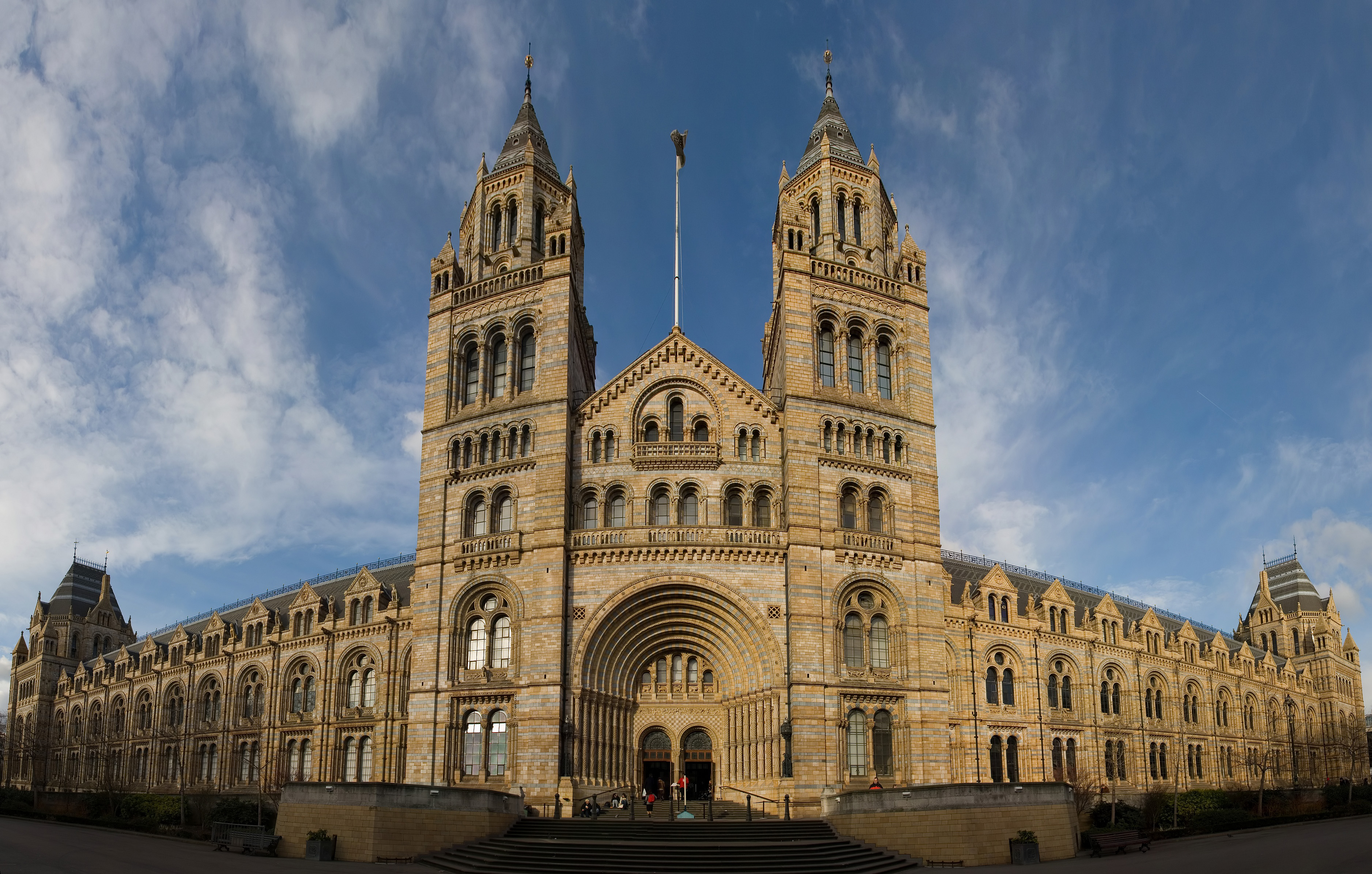
Музей естествознания
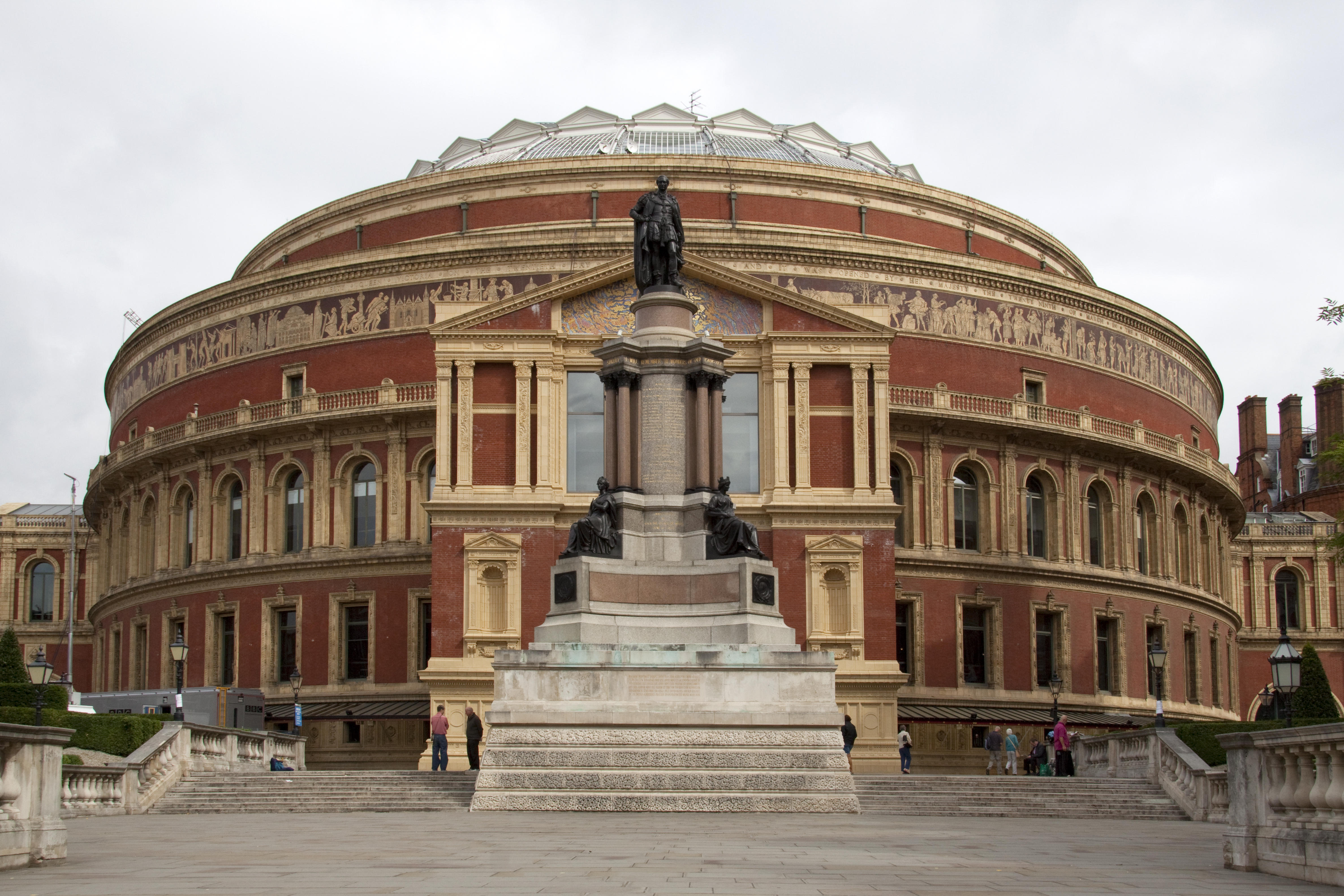
Королевский Альберт-холл
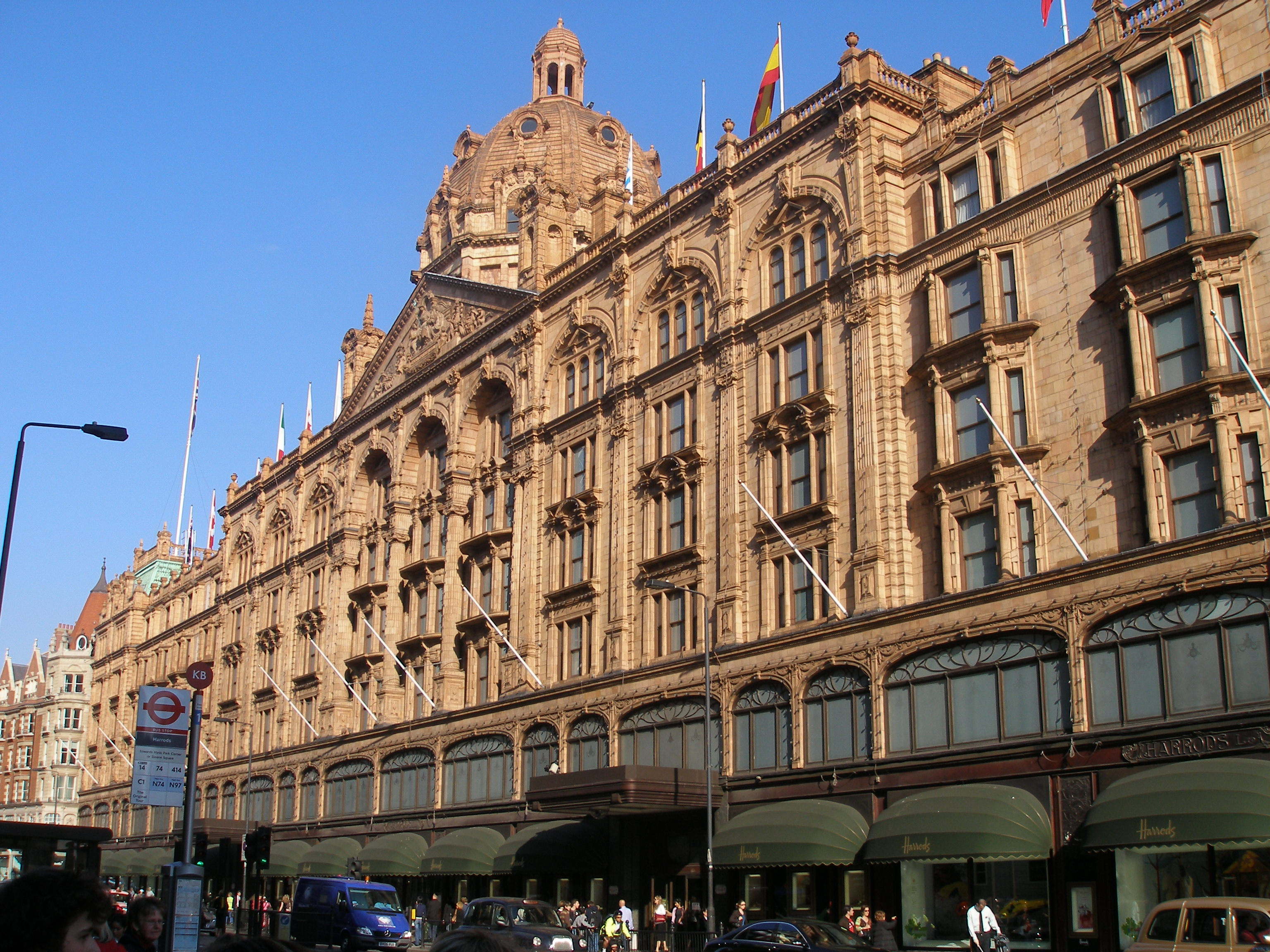
Harrods
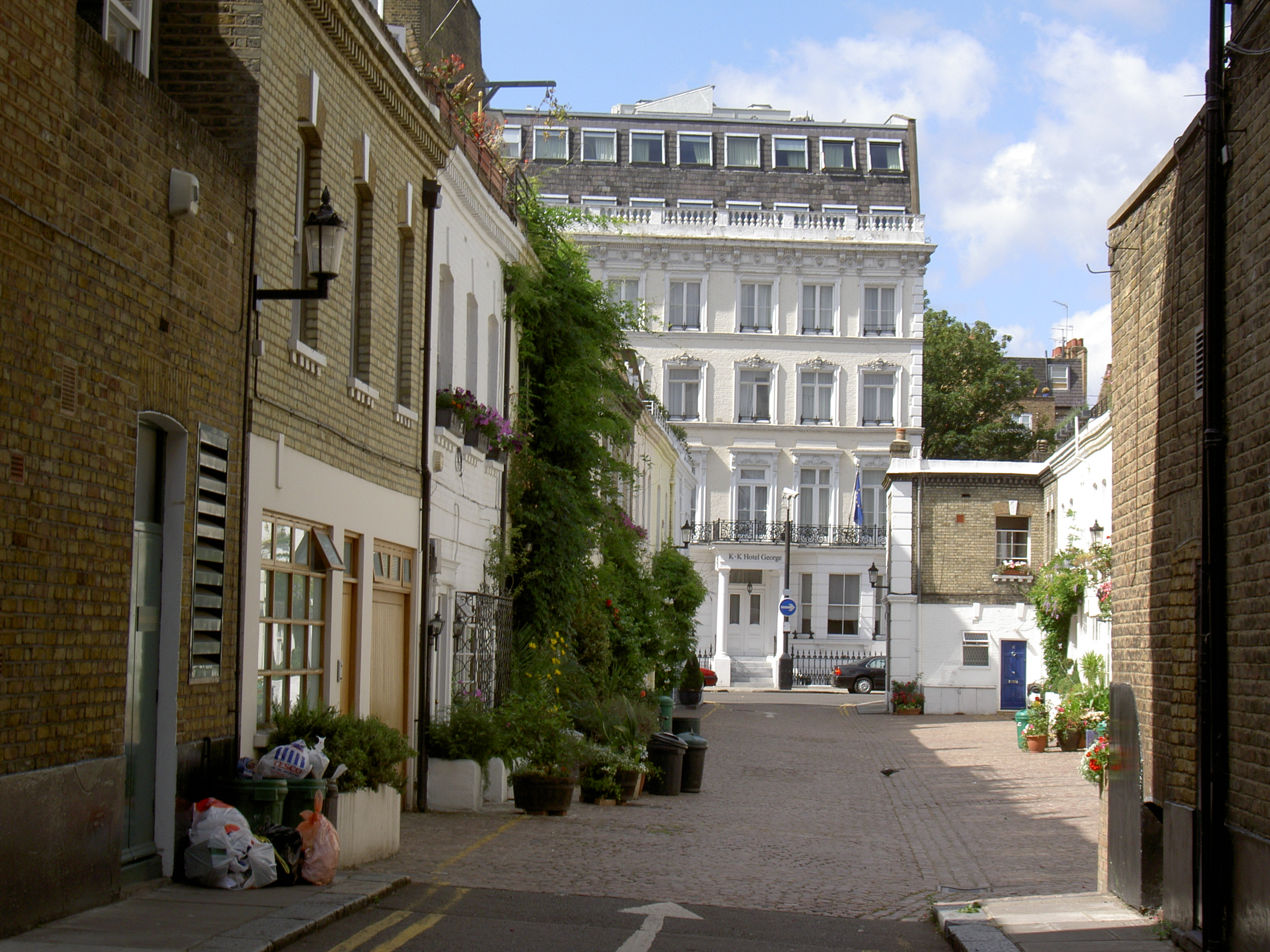
Типичная улица в Кенсингтон и Челси